# Cmentarz Jeruzalem w Raciborzu
Cmentarz Jeruzalem w Raciborzu – największa raciborska nekropolia, powstała pod koniec 1894 roku.

## Historia
Pod koniec XIX wieku cmentarz przy ulicy Opawskiej nie wystarczał już rozwijającemu się miastu, a nie można było go powiększyć. W związku z tym ks. Hermann Schaffer, proboszcz miejski poszukiwał miejsca pod planowaną nekropolię i tak 29 marca 1890 roku parafianie z kościoła farnego nabyli od Jana i Joanny Koczych, Józefa i Jana Siary oraz Józefa Ottlika, którzy byli mieszkańcami Starej Wsi i Nowych Zagród, 3,1 hektara gruntów mieszczących się w dzielnicy Nowe Zagrody. Aby transakcja doszła do skutku, proboszcz musiał pokryć zakup w większości z własnej kieszeni. Poświęcenia cmentarza dokonał w 1894 roku ks. Schaffer. Ufundował on również pierwszą matrykułę dla odnotowania zmarłych, w której pierwsza osoba pochowana na tym cmentarzu to 16-letnia Anna Wagsliel, której pogrzeb odbył się 19 maja 1895 roku. Za czasów proboszcza Jana Faiki dokupiono nowe grunty, tak że cmentarz w 1911 roku zajmował powierzchnię ponad pięciu hektarów. W latach 1931–1933 proboszcz miejski Jerzy Schulz dokupił grunty przylegające od wschodu do cmentarza poszerzając go do 8 hektarów. Nekropolia służyła trzem raciborskim parafiom: Wniebowzięcia Najświętszej Maryi Panny, Najświętszego Serca Pana Jezusa oraz Matki Bożej. Przed wojną za kaplicą zostało zbudowane pomieszczenie z lodówką do przechowywania zwłok.

## Nagrobki
Na cmentarzu "Jeruzalem"  znajduje się wiele cennych nagrobków, m.in. rodziny wydawców Redinergów, cukierników Sobtzików, a także kuratusa parafii miejskiej ks. Jana Nepomucena Krahla, nad którego grobem wznosi się okazały krzyż z czarnego granitu. Na cmentarzu znajdują się przedwojenne kamienne i granitowe nagrobki raciborzan oraz kwatera raciborskich duchownych i sióstr, która położona jest w bocznej części nekropolii. Na cmentarzu można spotkać liczne okazy starodrzewia, a w murze od ul. Ocickiej znajdują się ciekawe małe kapliczki.

## Zabudowa
Teren cmentarza ogrodzony jest murem, a miejsca na groby zostały podzielone na kwatery, które są oddzielone od siebie prostopadłymi alejkami. Przy głównym wejściu znajduje się kaplica cmentarna. Na cmentarzu stoi również budynek administracyjny. 

## Galeria cmentarza

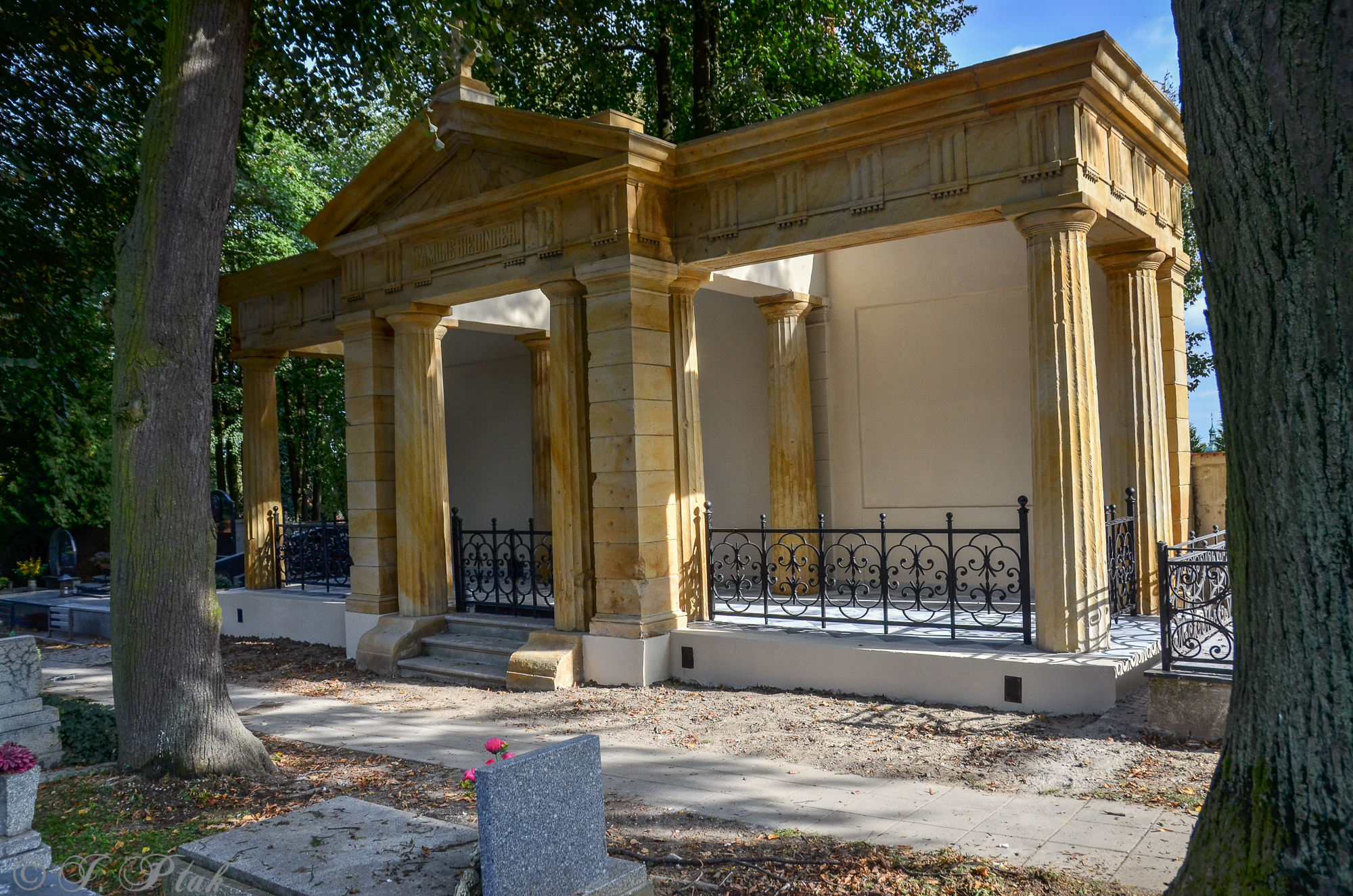
Klasycystyczny grobowiec Riedingerów zwieńczony tympanonem z motywem promienistego słońca oraz napisem Familie Riedinger.
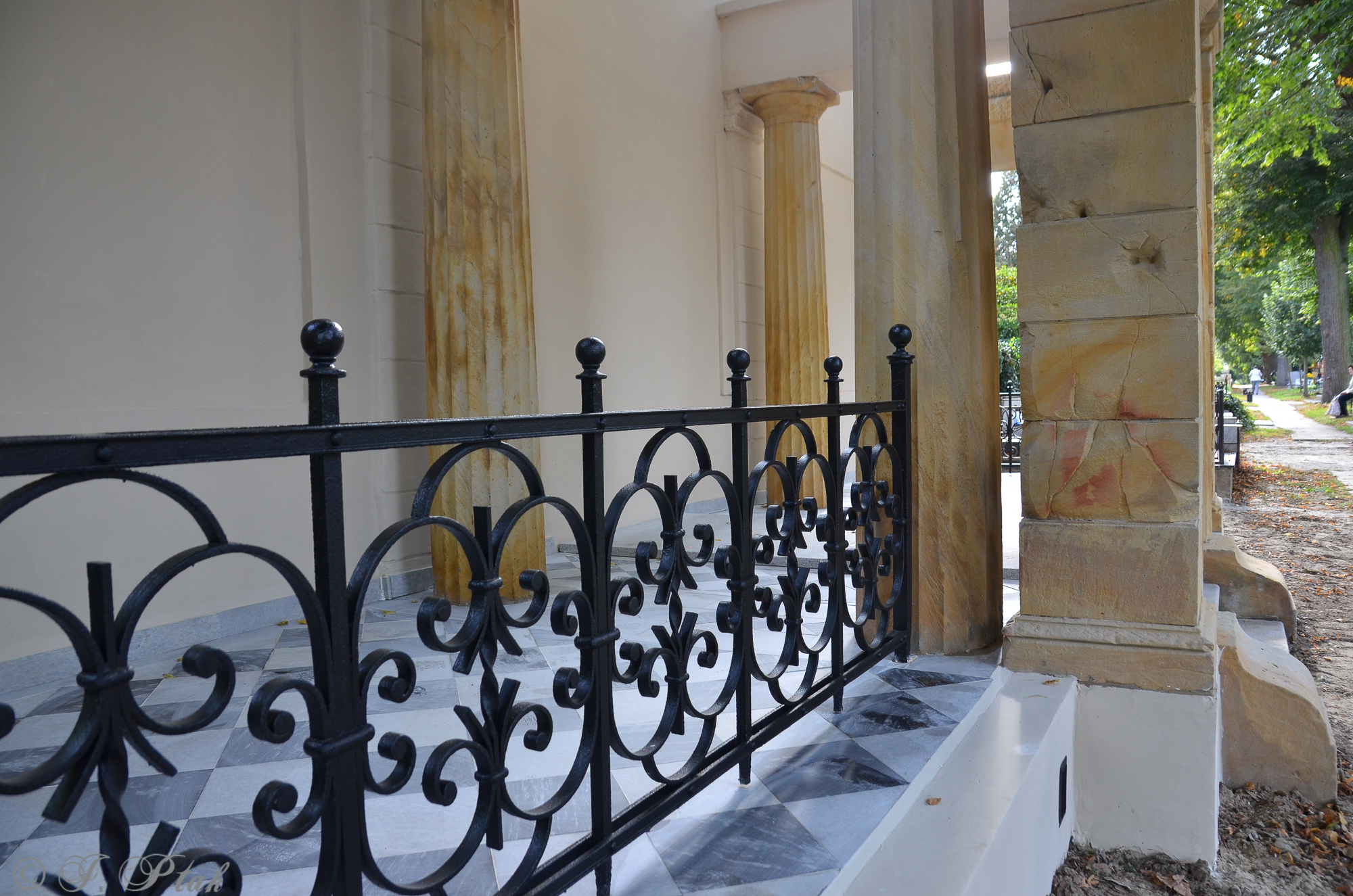
Detal grobowca Riedingerów w postaci kutego ogrodzenia i marmurowej posadzki. W tle filar ze śladami po kulach z czasów II wojny światowej.
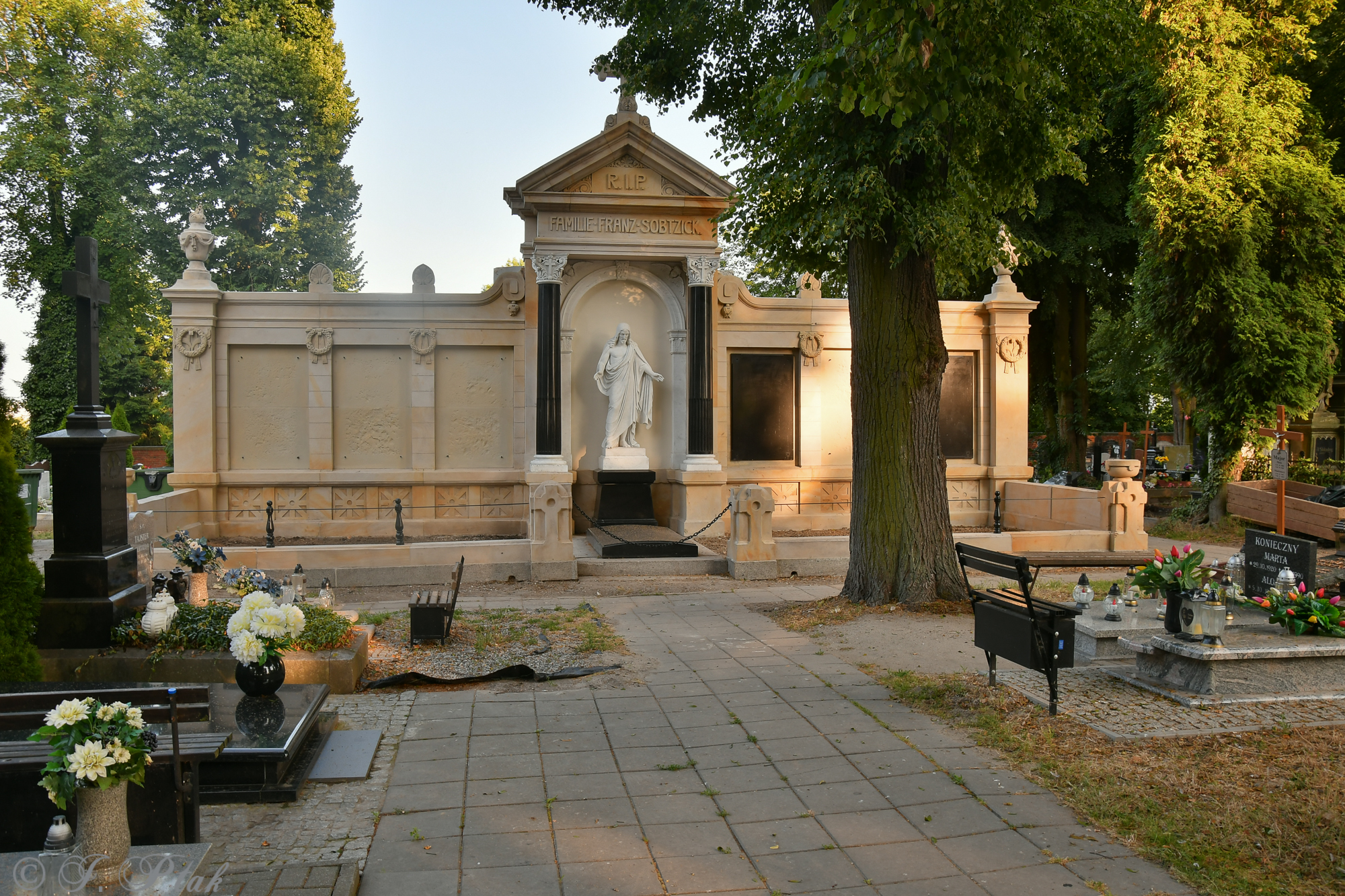
Growiec rodziny Sobtzick wykonany z piaskowca, czarnego granitu i marmuru.
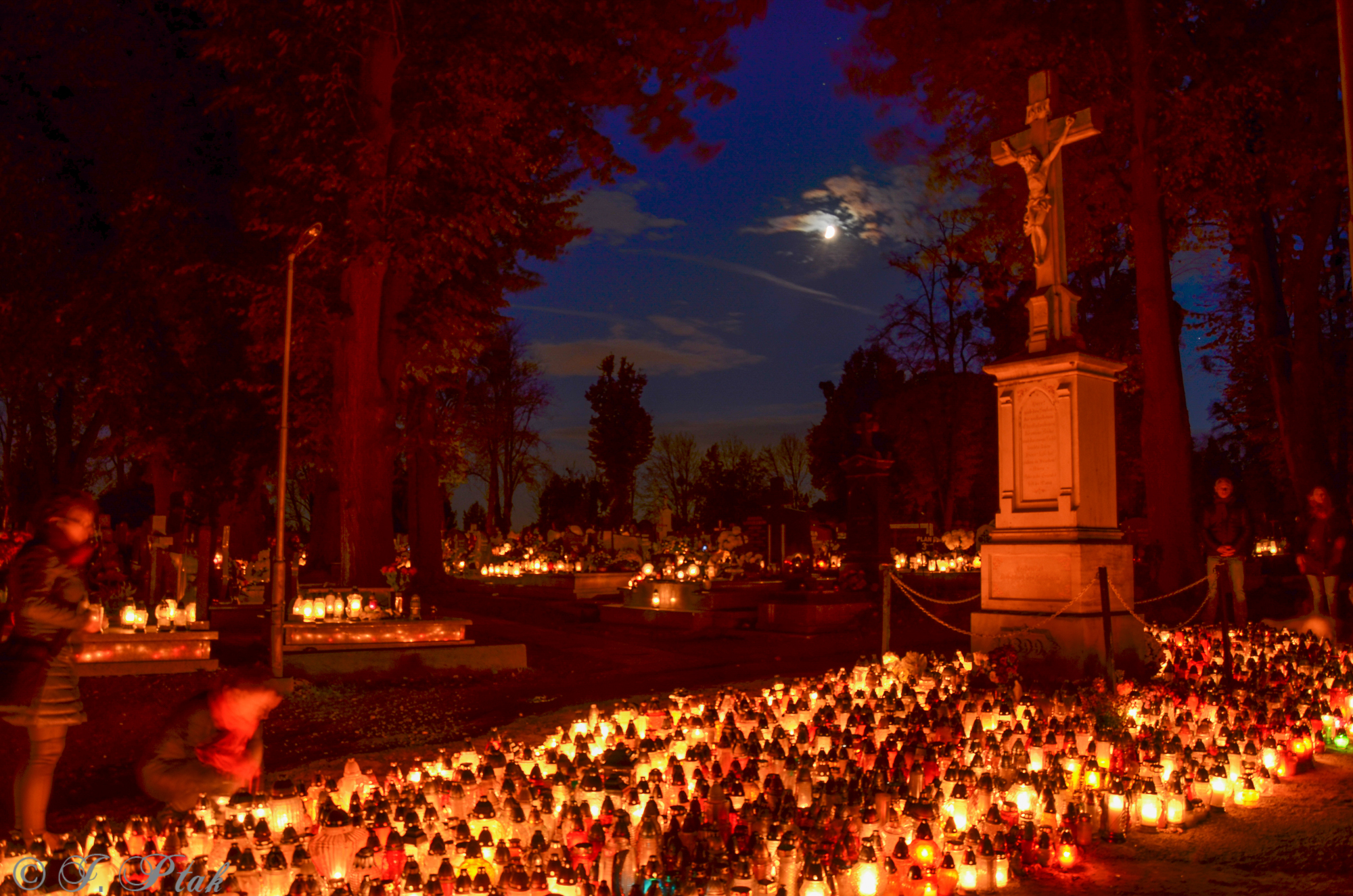
Krzyż w alei głównej cmentarza podczas Uroczystość Wszystkich Świętych.
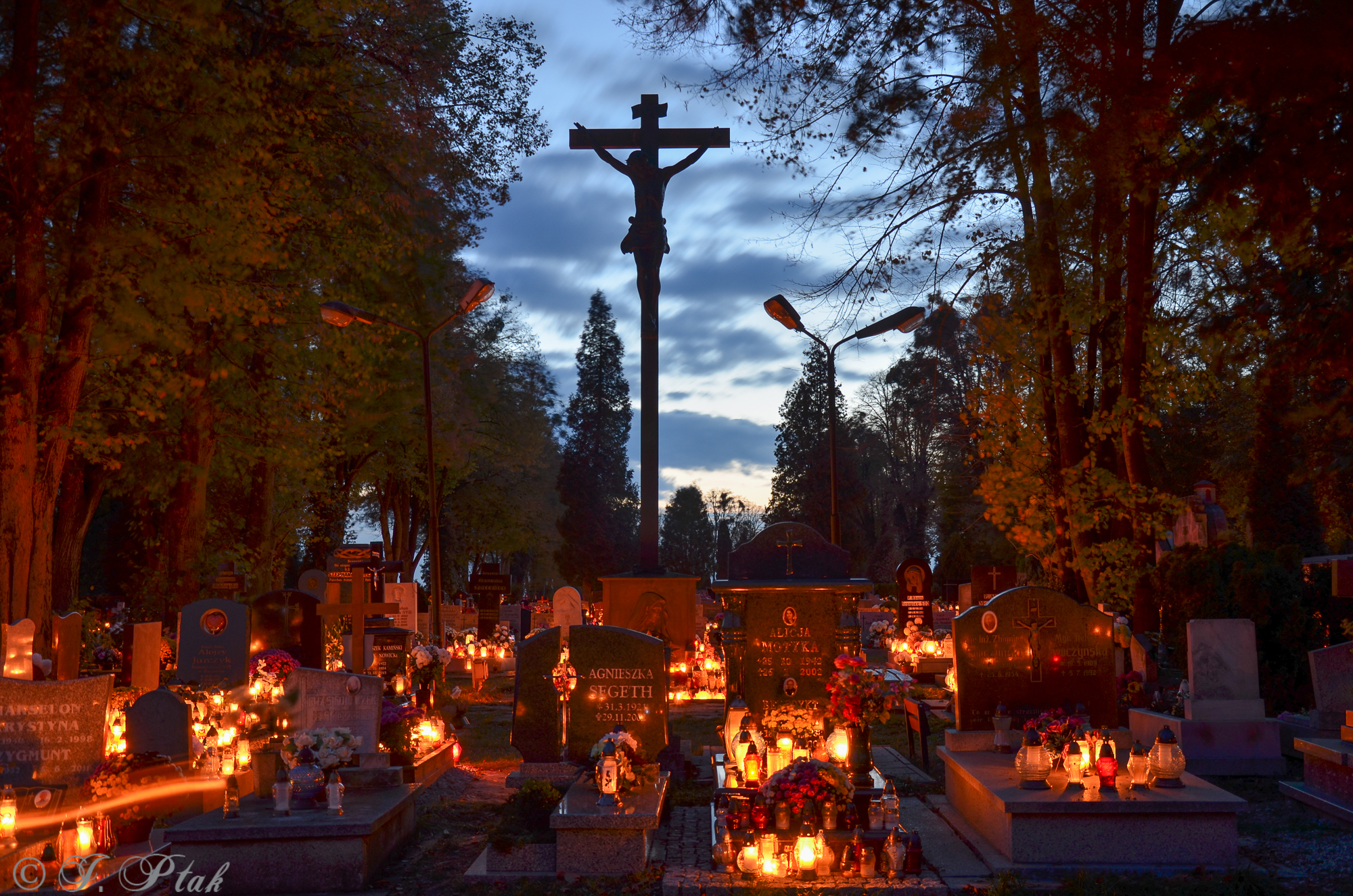
Jedna z kwater Cmentarza Jeruzalem po zmroku.